# Cylindropuntia parryi
Opuntia parryi és una espècie fanerògama i dicotiledònia de la família de les cactàcies, nativa de Califòrnia. És un cactus de port arborescent, amb la tija suculenta. És una planta menor de 3m d'alçada. Pel que fa a la tija, els segments terminals generalment són d'uns 16-40 cm, i de fins a 4 cm de diàmetre, units fortament. Pot no presentar espines, i si en té, fins a un nombre de 20 i no fan més de 3 centímetres i mig. Les flors són d'un groc ataronjat que pot tendir també a marró. La floració és de l'Abril al Juliol.
La seva distribució es dona també en la zona de Baixa Califòrnia i el Amèrica del Nord. És una de les comunitats vegetals que formen el Chaparral. El nom genèric Opuntia prové del grec usat per Plini el Vell per a una planta que va créixer al voltant de la ciutat d'Opunte a Grècia. L'epítet parryi fa honor al botànic Charles C. Parry. Forma part de la comunitat ecològica del chaparral, també present en pinedes i bosc amb presència de sabines. Es pot trobar en altitud de 700 a 1900 m. Les localitats geogràfiques on hi és present són el sud-oest de San Joaquin Valley (Cuyama Valley), a Cuyama River Canyon, a les serres peninsulars, al Desert de Sonora; a la zona septentrional de la Baixa Califòrnia. [Opuntia parryi Engelm. var. parryi]